# 硯洗い
硯洗い（すずりあらい）とは、七夕を迎える準備として旧暦七月六日に行われる行事。初秋の季語。
学問の上達を祈る行事で、子どもたちが普段の手習いの道具を洗い清めて日ごろの労に報いる。
手習いの道具は、硯に限らず筆や机なども含まれる。
学問の神として知られる天神にまつわる行事であり、洗い清めた硯に梶の葉を添えて供えた北野天満宮（京都府）の神事がその原型であるとされる。